# Regenbaankorst
Regenbaankorst (Bellicidia incompta) is een korstmossoort uit de familie Ramalinaceae. Het leeft in symbiose een chlorococcoïde alg.

## Determinatie
Regenbaankorst is een korstvormig korstmos. Het thallus is dofgroen, grijs, wit of vaalbruin van kleur en fijnkorrelig. De apotheciën zijn 0,3–0,8 mm in diameter, donkerpaarsbruin tot zwart, soms convex. De rand is dun, bleker dan de schijf.

## Verspreiding
In Nederland is regenbaankorst zeer zeldzaam. Hij staat op de Nederlandse Rode Lijst in de categorie 'bedreigd'.